# Les Planches-en-Montagne
Les Planches-en-Montagne sont une commune française située dans le département du Jura, dans la région culturelle et historique de Franche-Comté et la région administrative Bourgogne-Franche-Comté.

## Géographie

### Climat
Pour des articles plus généraux, voir Climat de la Bourgogne-Franche-Comté et Climat du département du Jura.
En 2010, le climat de la commune est de type climat de montagne, selon une étude du Centre national de la recherche scientifique s'appuyant sur une série de données couvrant la période 1971-2000. En 2020, Météo-France publie une typologie des climats de la France métropolitaine dans laquelle la commune est exposée à un climat de montagne ou de marges de montagne et est dans la région climatique  Jura, caractérisée par une forte pluviométrie en toutes saisons (1 000 à 1 500 mm/an), des hivers rigoureux et un ensoleillement médiocre. 
Pour la période 1971-2000, la température annuelle moyenne est de 8,2 °C, avec une amplitude thermique annuelle de 16,6 °C. Le cumul annuel moyen de précipitations est de 1 765 mm, avec 13,5 jours de précipitations en janvier et 10,5 jours en juillet. Pour la période 1991-2020, la température moyenne annuelle observée sur la station météorologique de Météo-France la plus proche, « Cerniébaud », sur la commune de Cerniébaud à 11 km à vol d'oiseau, est de 7,9 °C et le cumul annuel moyen de précipitations est de 1 786,6 mm. 
La température maximale relevée sur cette station est de 35 °C, atteinte le 25 juillet 2019 ; la température minimale est de −26,5 °C, atteinte le 12 janvier 1987,,. 
Les paramètres climatiques de la commune ont été estimés pour le milieu du siècle (2041-2070) selon différents scénarios d'émission de gaz à effet de serre à partir des nouvelles projections climatiques de référence DRIAS-2020. Ils sont consultables sur un site dédié publié par Météo-France en novembre 2022.

## Urbanisme

### Typologie
Au 1er janvier 2024, Les Planches-en-Montagne sont catégorisées commune rurale à habitat très dispersé, selon la nouvelle grille communale de densité à sept niveaux définie par l'Insee en 2022.
Elle est située hors unité urbaine et hors attraction des villes,.

### Occupation des sols
L'occupation des sols de la commune, telle qu'elle ressort de la base de données européenne d’occupation biophysique des sols Corine Land Cover (CLC), est marquée par l'importance des forêts et milieux semi-naturels (74,2 % en 2018), une proportion sensiblement équivalente à celle de 1990 (74,8 %). La répartition détaillée en 2018 est la suivante : 
forêts (65,5 %), prairies (16,5 %), zones agricoles hétérogènes (9,2 %), milieux à végétation arbustive et/ou herbacée (8,7 %). L'évolution de l’occupation des sols de la commune et de ses infrastructures peut être observée sur les différentes représentations cartographiques du territoire : la carte de Cassini (XVIIIe siècle), la carte d'état-major (1820-1866) et les cartes ou photos aériennes de l'IGN pour la période actuelle (1950 à aujourd'hui).

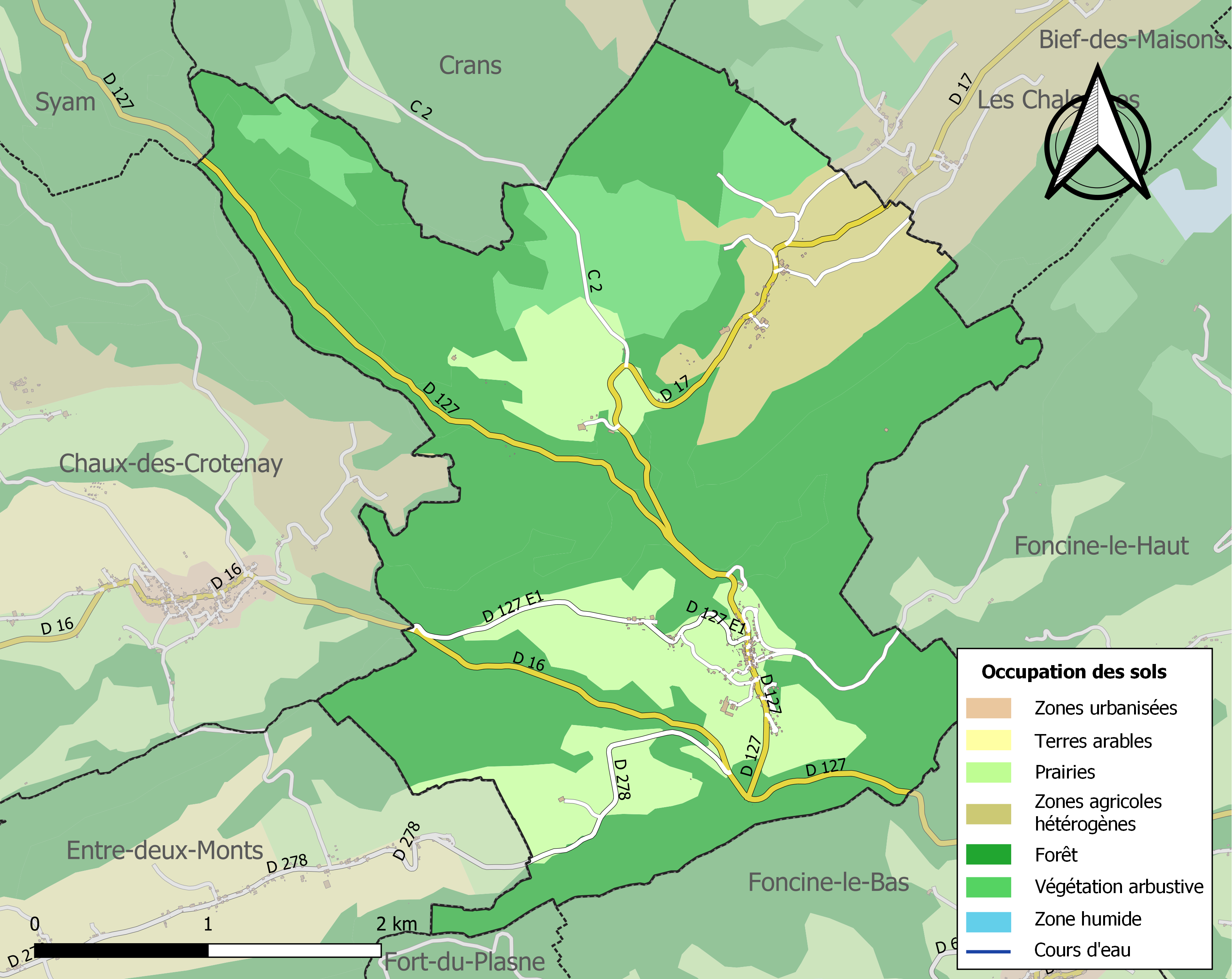
Carte des infrastructures et de l'occupation des sols de la commune en 2018 (CLC).

## Histoire

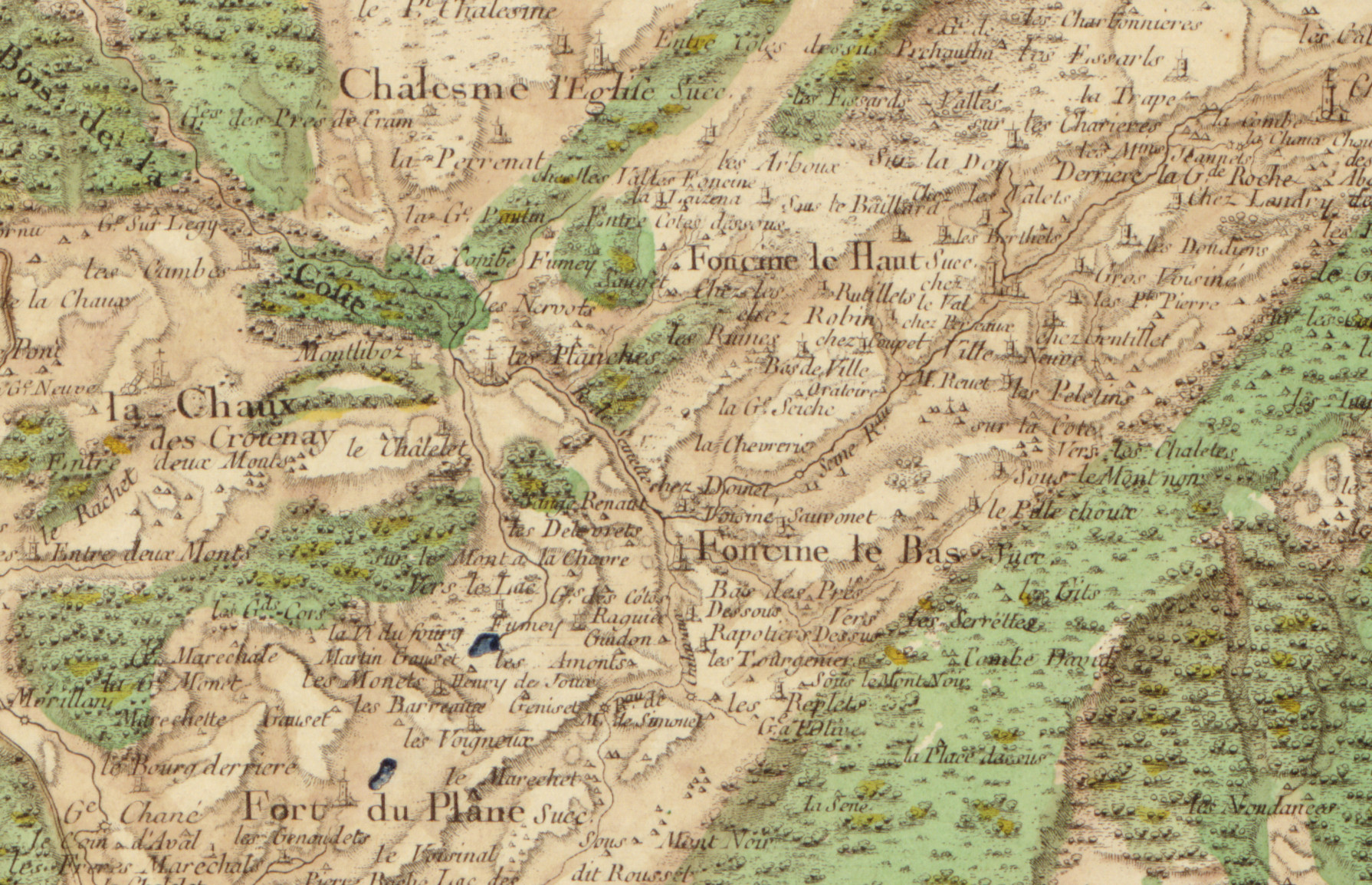
Carte de Cassini.

La commune était autrefois desservie par les Chemins de fer vicinaux du Jura (gares à La Perrena et aux Planches-en-Montagne)

## Héraldique
|  | Les armes de la commune se blasonnent ainsi : De sable à la fasce en divise d'argent, accompagnée en chef d'un sapin d'or et en pointe d'une roue de moulin pleine du même. |

## Politique et administration
| Période   | Période   | Identité         | Étiquette | Qualité  |
| --------- | --------- | ---------------- | --------- | -------- |
| 1989      | 1995      | Guy MORIN        |           |          |
| 1995      | mars 2001 | Jean Trufaut     |           |          |
| mars 2001 | En cours  | Gérard Cart-Lamy | DVG       | Retraité |

## Démographie
L'évolution du nombre d'habitants est connue à travers les recensements de la population effectués dans la commune depuis 1793. Pour les communes de moins de 10 000 habitants, une enquête de recensement portant sur toute la population est réalisée tous les cinq ans, les populations de référence des années intermédiaires étant quant à elles estimées par interpolation ou extrapolation. Pour la commune, le premier recensement exhaustif entrant dans le cadre du nouveau dispositif a été réalisé en 2005.

En 2022, la commune comptait 156 habitants, en évolution de −5,45 % par rapport à 2016 (Jura : −0,81 %, France hors Mayotte : +2,11 %).
| 1793  | 1800 | 1806 | 1821 | 1831 | 1836 | 1841 | 1846 | 1851 |
| ----- | ---- | ---- | ---- | ---- | ---- | ---- | ---- | ---- |
| 2 485 | 337  | 314  | 275  | 223  | 264  | 273  | 252  | 214  |

| 1856 | 1861 | 1866 | 1872 | 1876 | 1881 | 1886 | 1891 | 1896 |
| ---- | ---- | ---- | ---- | ---- | ---- | ---- | ---- | ---- |
| 221  | 231  | 241  | 225  | 206  | 238  | 222  | 238  | 226  |

| 1901 | 1906 | 1911 | 1921 | 1926 | 1931 | 1936 | 1946 | 1954 |
| ---- | ---- | ---- | ---- | ---- | ---- | ---- | ---- | ---- |
| 225  | 226  | 203  | 196  | 180  | 201  | 203  | 191  | 212  |

| 1962 | 1968 | 1975 | 1982 | 1990 | 1999 | 2005 | 2006 | 2010 |
| ---- | ---- | ---- | ---- | ---- | ---- | ---- | ---- | ---- |
| 159  | 156  | 186  | 159  | 145  | 128  | 148  | 143  | 150  |

| 2015 | 2020 | 2022 | - | - | - | - | - | - |
| ---- | ---- | ---- | - | - | - | - | - | - |
| 165  | 159  | 156  | - | - | - | - | - | - |

## Lieux et monuments
- L'église Saint Jean-Baptiste.
- Les gorges de la Langouette forment un canyon étroit d'environ 500 m de long et de près de 50 m de profondeur où la Saine s'engouffre après avoir traversé le village. Un sentier interprété permet de cheminer le long de la gorge en bénéficiant de points de vue aménagés. La fissure a par endroits moins de 4 m de largeur.
- La maison du roulage[18] : construite en 1789, au toit brisé dit "à la Mansart", elle accueillait jadis les rouliers qui empruntaient cette voie fréquentée qui reliait Salins-les-Bains au Haut-Jura, Genève, la Suisse et l'Italie.

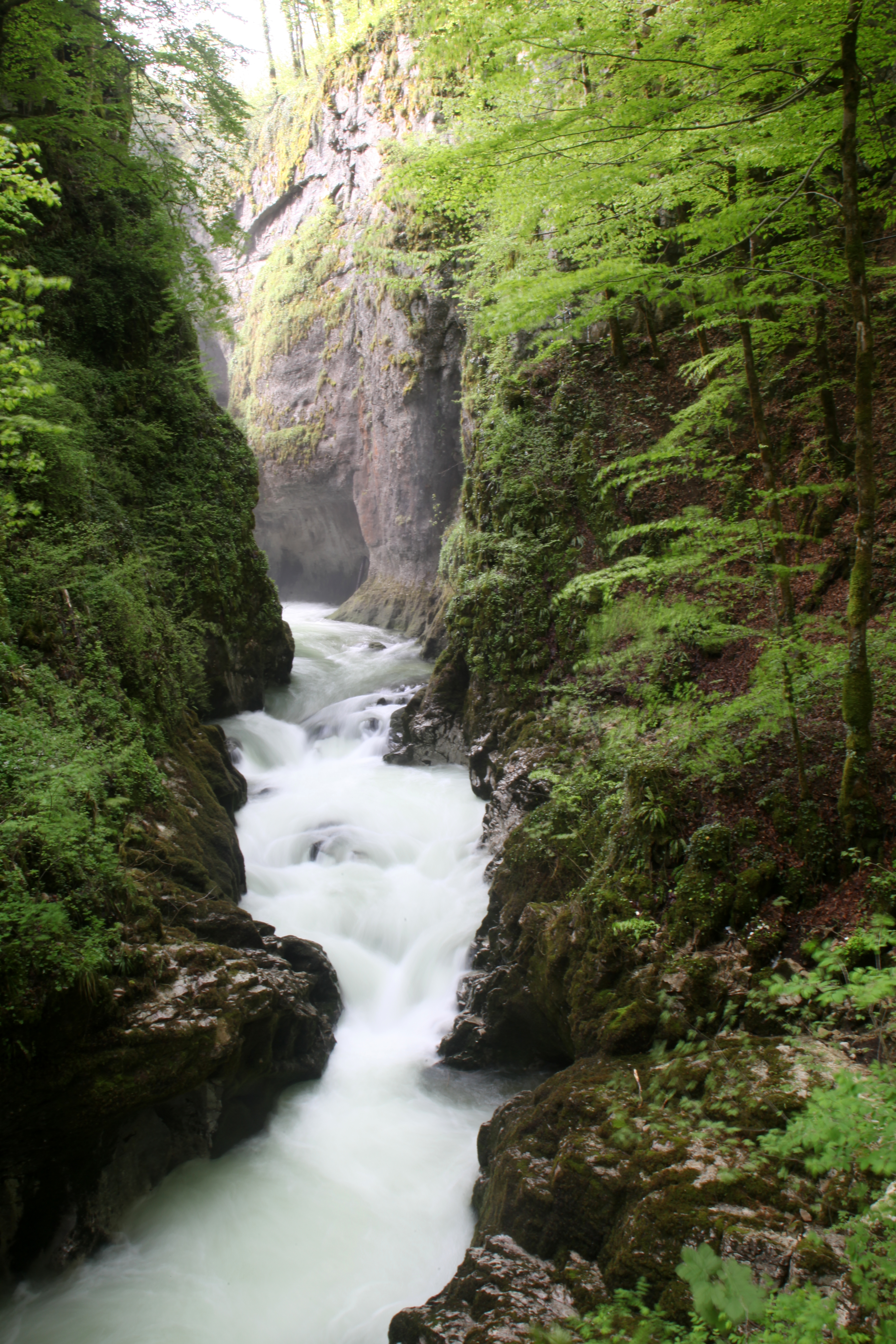
Les gorges de la Langouette.
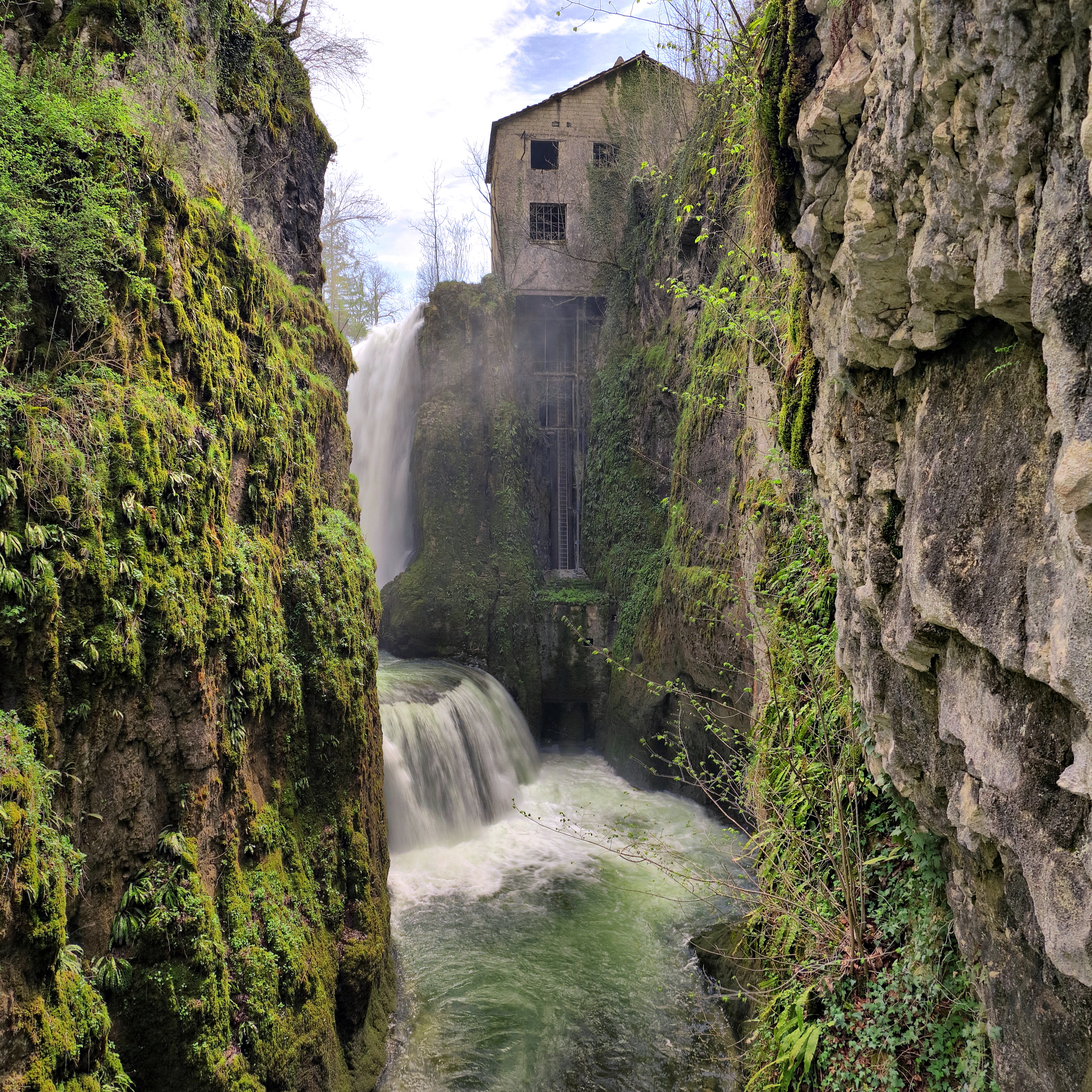
Première cascade.
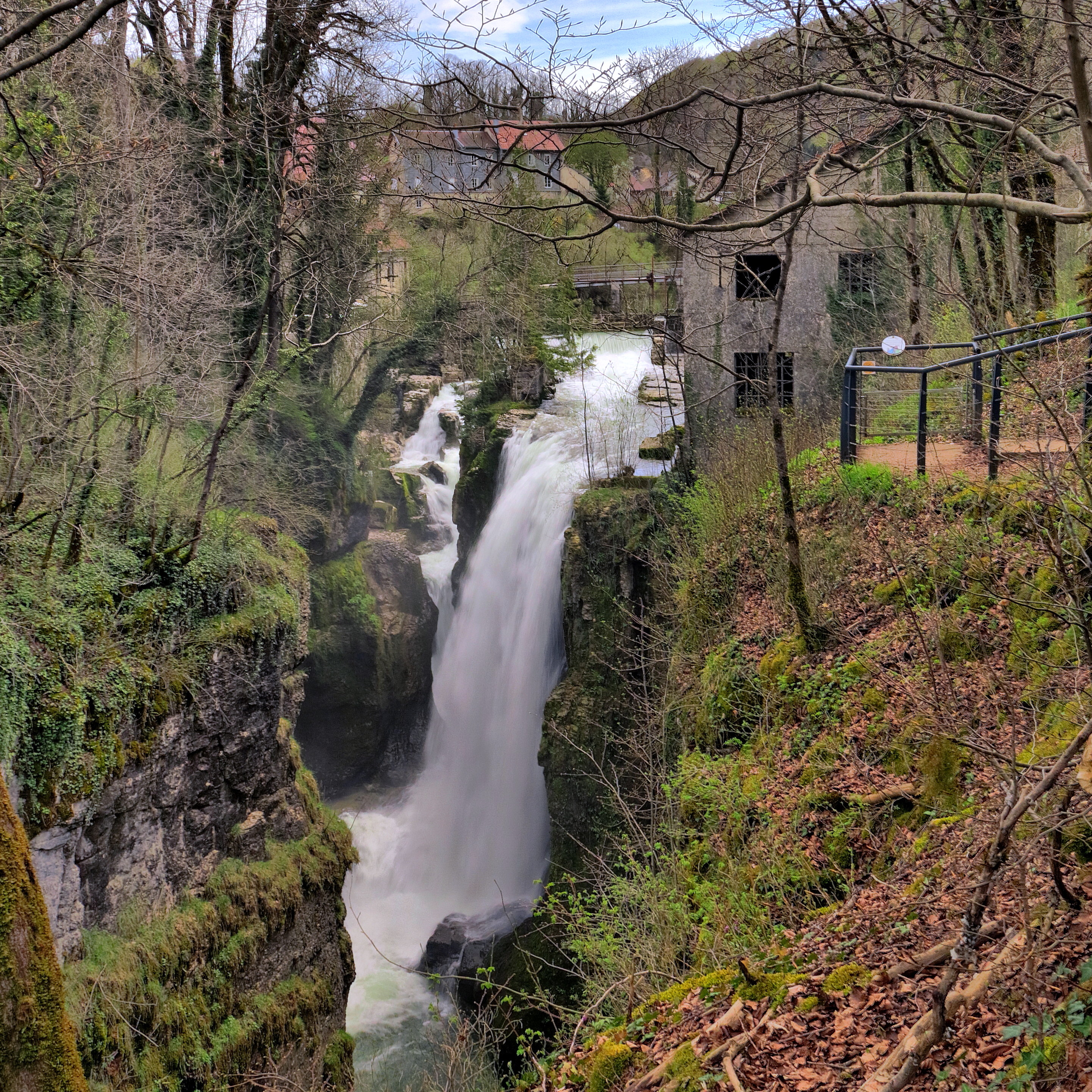
Première cascade.
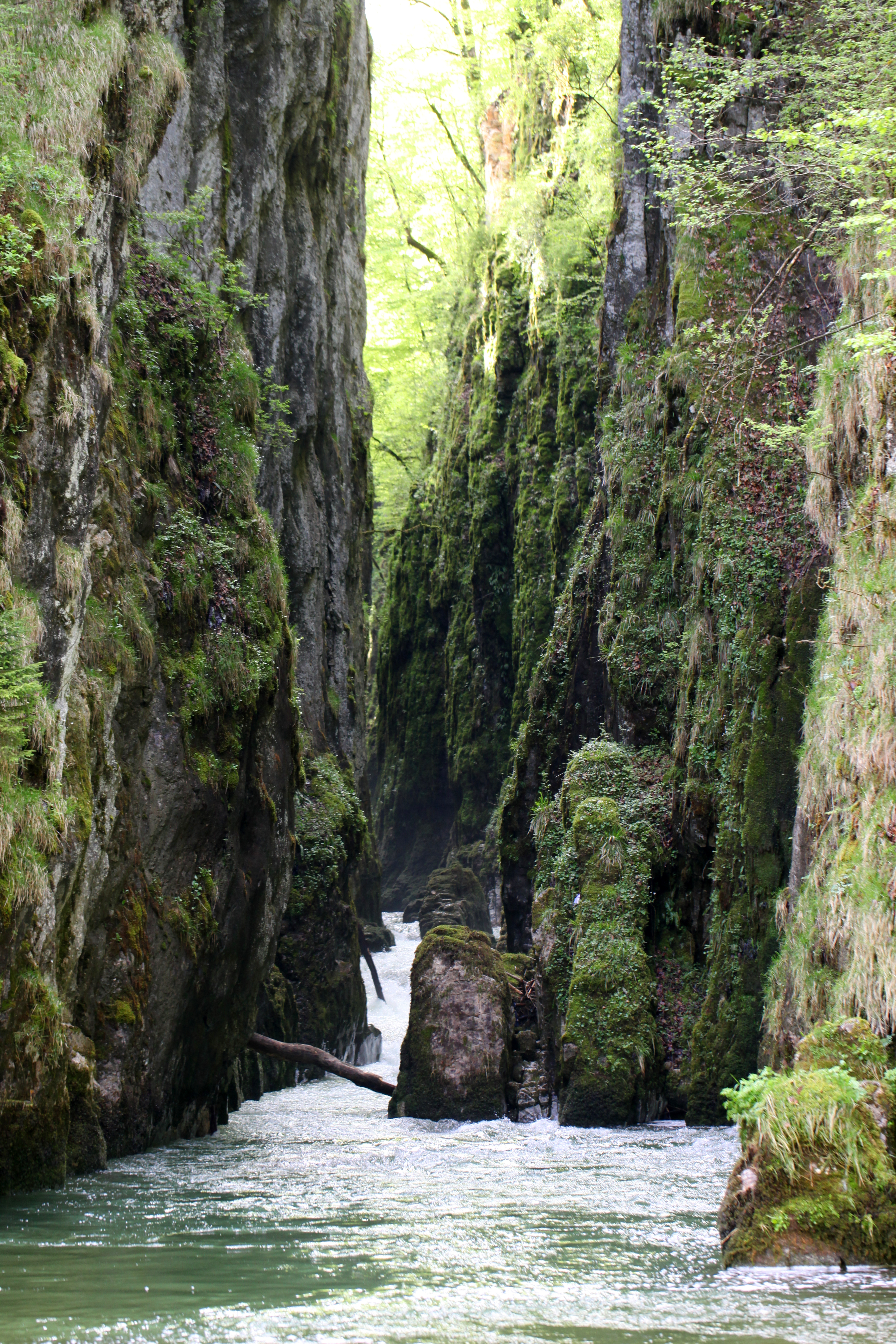
Au fond des gorges.
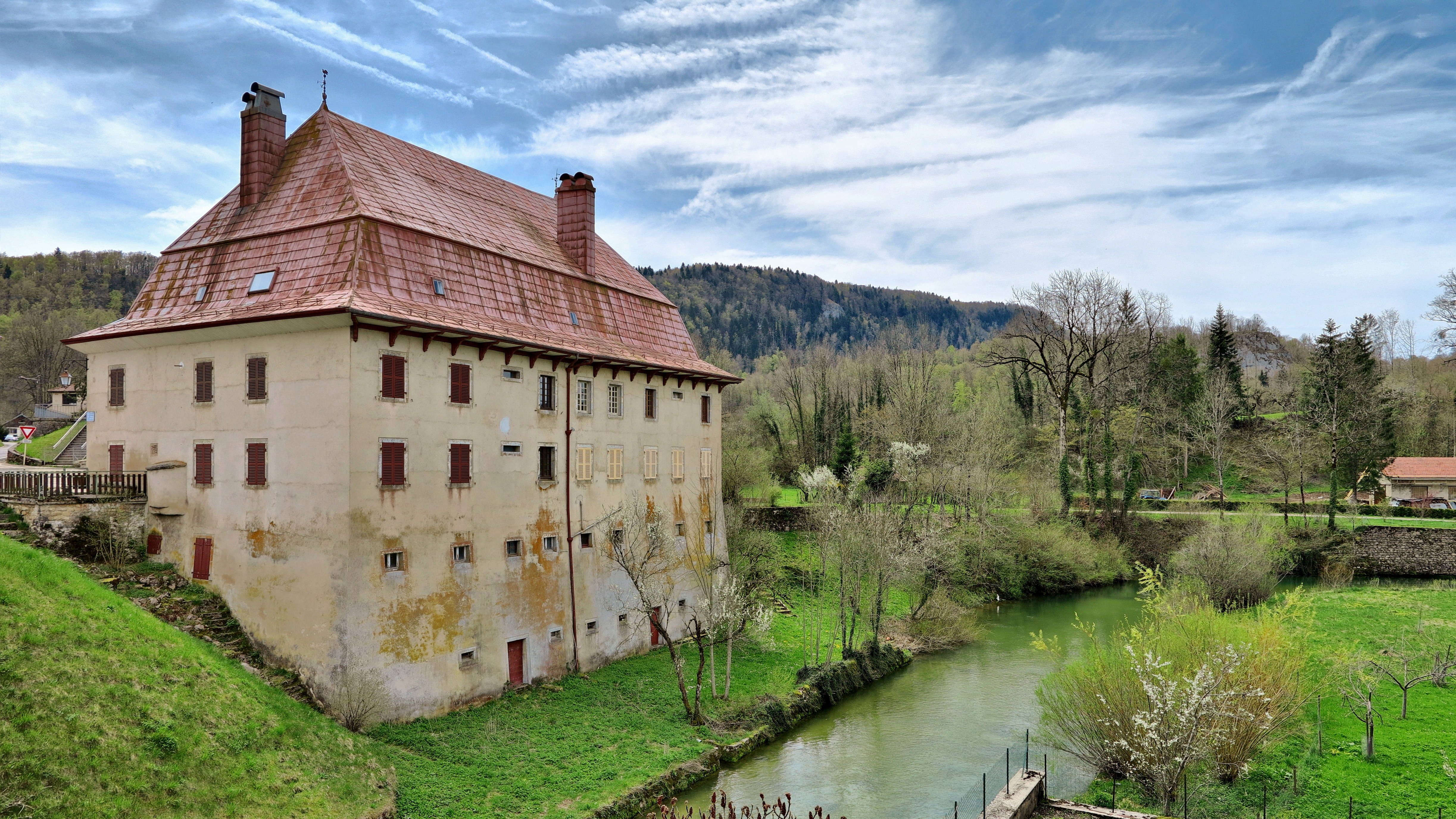
La maison du roulage au bord de la Saine.

## Personnalités liées à la commune
- Barbe-Elise Poux, née le 24 octobre 1797 aux Planches-en-Montagne, décédée le 22 décembre 1855 à Mâcon, Saône-et-Loire. Fondatrice de la Congrégation des Saints-Anges